# Monarquia autoritária
Podem qualificar-se de monarquias autoritárias, sem no entanto se considerar como representantes de um sistema político completamente articulado e definido com validade geral, as monarquias da Europa Ocidental - que também costumam designar-se como monarquias nacionais ou primeiros estados-nação - entre finais da Idade Média e começos da Idade Moderna, no surgimento do que se veio a designar como o Antigo Regime.
A sua própria natureza faz das monarquias autoritárias uma forma de transição, se bem que muito prolongada no tempo, entre o conceito de monarquia feudal (com um poder que apenas provém do cumprimento das obrigações de vassalagem da nobreza, cujo controlo é problemático, e que faz que o poder se difunda para baixo, e submetida à prelação de Papas e imperadores); e o de monarquia absoluta (que não reconhece superiores nem partilha o poder com os súbditos).